# Synanthedon bicingulata
Synanthedon bicingulata is een vlinder uit de familie wespvlinders (Sesiidae), onderfamilie Sesiinae.
Synanthedon bicingulata is voor het eerst wetenschappelijk beschreven door Staudinger in 1887. De soort komt voor in het Palearctisch gebied.